# Aeropuerto Internacional Chacalluta
El Aeropuerto Internacional Chacalluta, el más septentrional de Chile, se ubica a 18,5 kilómetros de la ciudad de Arica, lo que supone un viaje de aproximadamente 15 minutos hasta la ciudad. 
El transporte hasta la ciudad es de varios tipos: en taxis colectivos, que son taxis compartidos, o en los convencionales; ambos tipos se ofrecen en el mismo aeropuerto. También hay allí oficinas de los principales operadores de alquiler de vehículos.
El aeropuerto fue remodelado completamente como una de las obras "Bicentenario" de Chile, lo que lo convirtió en uno de los aeropuertos más modernos del país. Cuenta con dos niveles, estacionamientos para automóviles, dos puentes de embarque, ascensores de servicio y panorámicos, y escaleras mecánicas.
Los pasajeros tienen las comodidades de un aeropuerto moderno, como son salones vip, restaurantes y comercios tipo Duty Free Shop.
El aeropuerto es cubierto por las aerolíneas nacionales LATAM, Sky Airline y JetSmart.
Actualmente las instalaciones públicas del aeropuerto están concesionadas al Grupo Azvi, cuyo Gerente General es el señor Juan Lacassie. El Gerente de Explotación es don Daniel Victtoriano Krebs y el representante del Estado en calidad de Inspector Fiscal es el ingeniero Hugo Sagüez García. El contrato de concesión tiene una duración de 15 años (180 meses) y se adjudicó según Decreto Supremo del Ministerio de Obras Públicas de Chile N° 89 el 06-Feb-2004.
Las instalaciones tienen una superficie de 4.125 metros cuadrados construidos, estacionamientos públicos para vehículos con 370 posiciones, planta de tratamiento de aguas servidas, restaurante, cafetería, equipamiento electromecánico y aeroportuario.

## Aerolíneas y destinos

### Destinos nacionales
| Ciudad    | Nombre del aeropuerto                          | Aerolíneas              |
| --------- | ---------------------------------------------- | ----------------------- |
| Santiago  | Aeropuerto Internacional Arturo Merino Benítez | LATAM Chile Sky Airline |
| La Serena | Aeropuerto Internacional La Florida            | JetSmart                |

### Estadísticas
| Ciudad | Nombre del aeropuerto            | Aerolíneas            |
| ------ | -------------------------------- | --------------------- |
| La Paz | Aeropuerto Internacional El Alto | Boliviana de Aviación |

| Lugar | Ciudad     | Pasajeros | Cambio | Aerolíneas         |
| ----- | ---------- | --------- | ------ | ------------------ |
| 1     | Santiago   | 252.710   | 2,3%   | LATAM, Sky Airline |
| 2     | La Serena  | 15.561    | 10,5%  | JetSmart           |
| 3     | Concepción | 8.187     | 11,4%  | JetSmart           |

## Aerolíneas extintas y/o destinos finalizados
- Línea Aérea Iquiqueña[5]
  - Iquique, Chile / Aeropuerto Internacional Diego Aracena
  - Antofagasta, Chile / Aeropuerto Cerro Moreno

- Ladeco
  - Iquique, Chile / Aeropuerto Internacional Diego Aracena
  - Calama, Chile / Aeropuerto Internacional El Loa
  - Antofagasta, Chile / Aeropuerto Andrés Sabella
  - Santiago de Chile, Chile / Aeródromo Los Cerrillos
  - Santiago de Chile, Chile / Aeropuerto Internacional Arturo Merino Benítez

- Avant Airlines
  - Santiago de Chile, Chile / Aeropuerto Internacional Arturo Merino Benítez

- Aerochile
  - Santiago de Chile, Chile / Aeropuerto Internacional Arturo Merino Benítez

- JetSMART
  - Iquique, Chile / Aeropuerto Internacional Diego Aracena(Finalizó el 30 de noviembre de 2023)
  - Calama, Chile / Aeropuerto Internacional El Loa (Finalizó en 2020)
  - Antofagasta, Chile / Aeropuerto Andrés Sabella (Finalizó en 2020)
  - Santiago de Chile, Chile / Aeropuerto Internacional Arturo Merino Benítez (Finalizó en 2023)

- Sky Airline
  - Iquique, Chile / Aeropuerto Internacional Diego Aracena (Finalizó en 2015)
  - Antofagasta, Chile / Aeropuerto Andrés Sabella (Finalizó en 2014)
  - La Paz, Bolivia / Aeropuerto Internacional El Alto (Finalizó en 2014, fue reemplazado por Iquique)

- LAN Airlines
  - Iquique, Chile / Aeropuerto Internacional Diego Aracena (Finalizó en 2015)
  - Calama, Chile / Aeropuerto Internacional El Loa (Finalizó en 2009)
  - Antofagasta, Chile / Aeropuerto Andrés Sabella
  - Santiago de Chile, Chile / Aeropuerto Internacional Arturo Merino Benítez
  - La Paz, Bolivia / Aeropuerto Internacional El Alto (Finalizó en 2006)

- PAL Airlines
  - Iquique, Chile / Aeropuerto Internacional Diego Aracena (Finalizó en 2012)
  - Calama, Chile / Aeropuerto Internacional El Loa (Finalizó en 2012)
  - Antofagasta, Chile / Aeropuerto Andrés Sabella (Finalizó en 2012)
  - Santiago de Chile, Chile / Aeropuerto Internacional Arturo Merino Benítez (Finalizó en 2012)

- National Airlines
  - Antofagasta / Aeropuerto Andrés Sabella
  - Santiago de Chile / Aeropuerto Internacional Arturo Merino Benítez
  - La Paz, Bolivia / Aeropuerto Internacional El Alto
  - Arequipa, Perú - Aeropuerto Internacional Rodríguez Ballón

- Lloyd Aéreo Boliviano
  - La Paz, Bolivia / Aeropuerto Internacional El Alto
  - Cochabamba, Bolivia / Aeropuerto Internacional Jorge Wilstermann
  - Santa Cruz de la Sierra, Bolivia / Aeropuerto Internacional Viru Viru
  - Iquique, Chile / Aeropuerto Internacional Diego Aracena

- Amaszonas
  - La Paz, Bolivia / Aeropuerto Internacional El Alto
  - Iquique, Chile / Aeropuerto Internacional Diego Aracena
  - Antofagasta / Aeropuerto Andrés Sabella
  - Copiapó / Aeropuerto Desierto de Atacama
  - La Serena / Aeropuerto Internacional La Florida